# گوران استویانوویچ
گوران استویانوویچ (کرواتی: Goran Stojanović؛ زادهٔ ۲۴ فوریهٔ ۱۹۷۷) بازیکن هندبال اهل یوگسلاوی-قطر بود.